# Calamaria modesta
Calamaria modesta är en ormart som beskrevs av Duméril, Bibron och Duméril 1854. Calamaria modesta ingår i släktet Calamaria och familjen snokar. IUCN kategoriserar arten globalt som livskraftig. Inga underarter finns listade.
Arten förekommer i bergstrakter på Sumatra och Java samt i Malaysias del av Borneo. Honor lägger ägg.